# Henri Aidar
Henri Couri Aidar (Olímpia, 16 de junho de 1921 – São Paulo, 6 de novembro de 1998), ou simplesmente Henri Aidar foi um advogado, político e dirigente esportivo brasileiro.

## História

### No São Paulo
Em 1946, formou-se bacharel em direito pela Faculdade de Direito da Universidade de São Paulo. Após iniciar carreira no direito, ingressou no São Paulo Futebol Clube em 1953, tendo ocupado vários cargos de gestão no clube nas gestões de Laudo Natel.

### Na política
Natel foi eleito vice-governador nas eleições de 1962 e acabou sendo alçado ao cargo de governador em 1966, após a cassação do titular, Ademar de Barros. Uma das medidas de Natel no poder foi apoiar Aidar, já um nome de sua confiança, para a presidência das Usinas Elétricas do Paranapanema (Uselpa). Aidar tomou posse em 16 de junho de 1966. Em dezembro daquele ano, a Uselpa acabou absorvida pela Companhia Energética de São Paulo, e Aidar foi nomeado presidente da nova empresa, cargo que exerceu até 16 de fevereiro de 1967. Em 1971, Natel voltou ao poder e nomeou Aidar secretário estadual da casa civil. Ao mesmo tempo, Aidar ocupou o cargo de vice-presidente do São Paulo.
Na Casa Civil do estado, Aidar ficou conhecido por ter auxiliado o ex-prefeito de Campinas Orestes Quércia (MDB) a conseguir um cargo comissionado na prefeitura de Assis. Quércia era, na ocasião, fiscal de rendas do estado, porém afastou-se para exercer o cargo de prefeito de Campinas. Após deixar a prefeitura, passou a organizar diretórios do MDB no estado para sua futura campanha ao Senado Federal. Sua candidatura sofreu pressões de membros da Arena e de militares da linha dura, que desejavam barrá-la por causa de irregularidades no seu afastamento do cargo de fiscal do estado. Quércia, porém, procurou Aidar, pedindo auxílio para uma nomeação comissionada retroativa, para regularizar sua situação. Aidar, apesar de ser ligado à Arena, colocou Quércia à disposição da prefeitura de Assis. Comandada por um membro do MDB, a prefeitura de Assis nomeou Quércia assessor comissionado daquela cidade (com efeito retroativo). Com isso, Quércia pôde concorrer ao Senado em 1974. A vitória de Quércia provocou alguns questionamentos quanto às suas situações eleitoral e jurídica, que acabaram por revelar as ações de Aidar e lhe causaram um desgaste que o obrigaria a deixar a atuação política ainda naquele ano.

### De volta ao São Paulo
Aidar foi eleito vice-presidente do São Paulo Futebol Clube em 1970, na última das reeleições de Natel, porém este deixou o cargo no início de julho, para dedicar-se à política, pois já tinha sido escolhido para assumir o governo estadual em março do ano seguinte, e a Arena precisaria de seu apoio nas eleições para o parlamento. Assim, Aidar foi alçado à presidência. Depois, foi eleito presidente no período de 1972 a 1978. Em sua gestão, mandou queimar todas as fotos em que o ex-goleiro Bonelli aparecesse com a camisa do clube. Para Aidar, o goleiro estaria subornado no jogo-desempate do Campeonato Paulista de 1956, perdido para o Santos. Foi durante sua gestão, que o São Paulo conquistou seu primeiro título nacional, o Brasileiro de 1977. O clube conquistou ainda o Campeonato Paulista de 1975 nesse período.
Seu filho Carlos Miguel Aidar também chegaria à presidência do São Paulo, tendo sido mandatário do clube entre 1984 e 1988 e voltado ao posto em 2014.

## Vida pessoal
Tinha raízes libanesas, sendo o seu pai um comerciante de café nativo do vilarejo de Baskinta e sua mãe, uma dona de casa natural de Beirute.